# 中国儿童剧场
39°54′48″N 116°24′08″E / 39.913455°N 116.402315°E

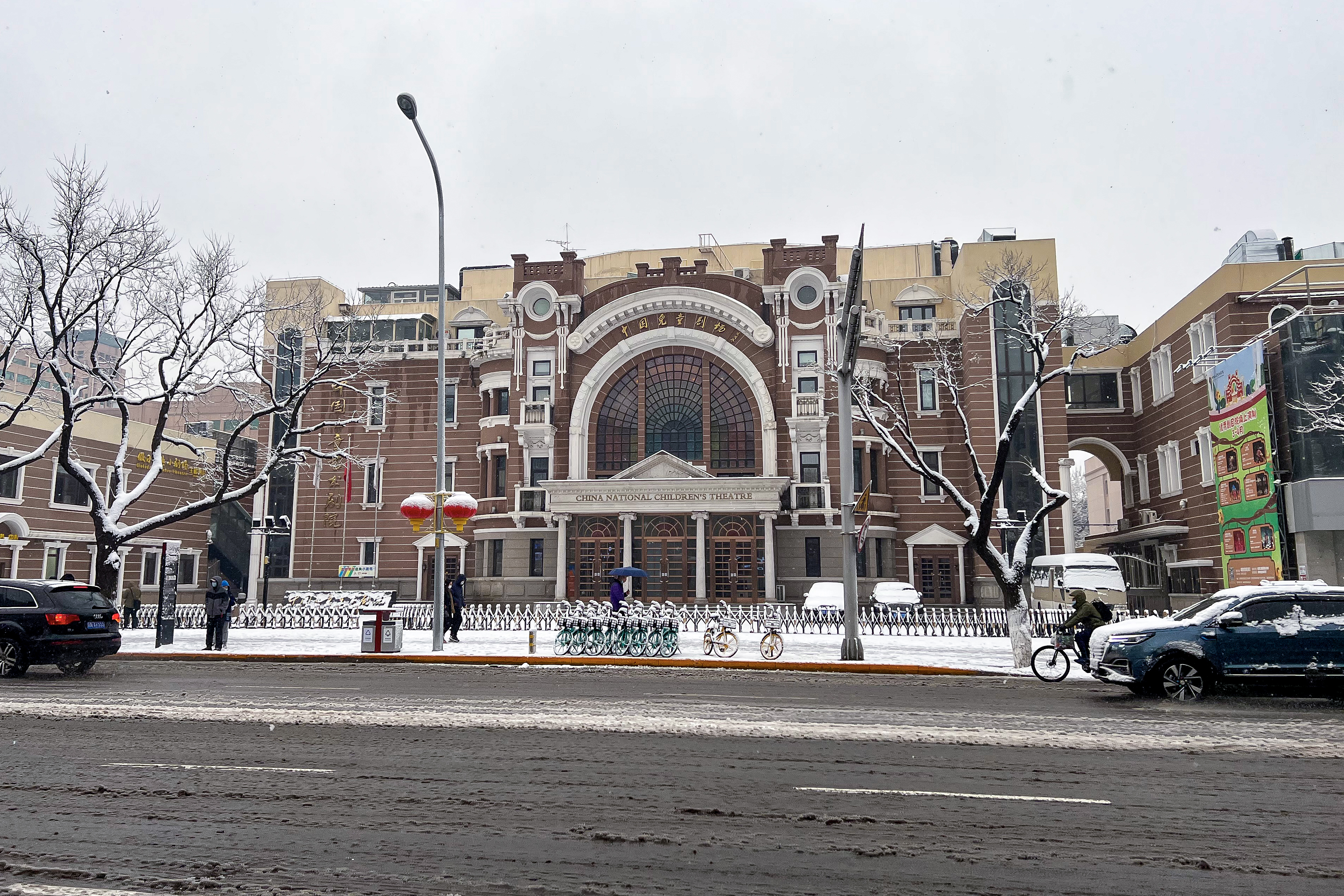
中国儿童剧场

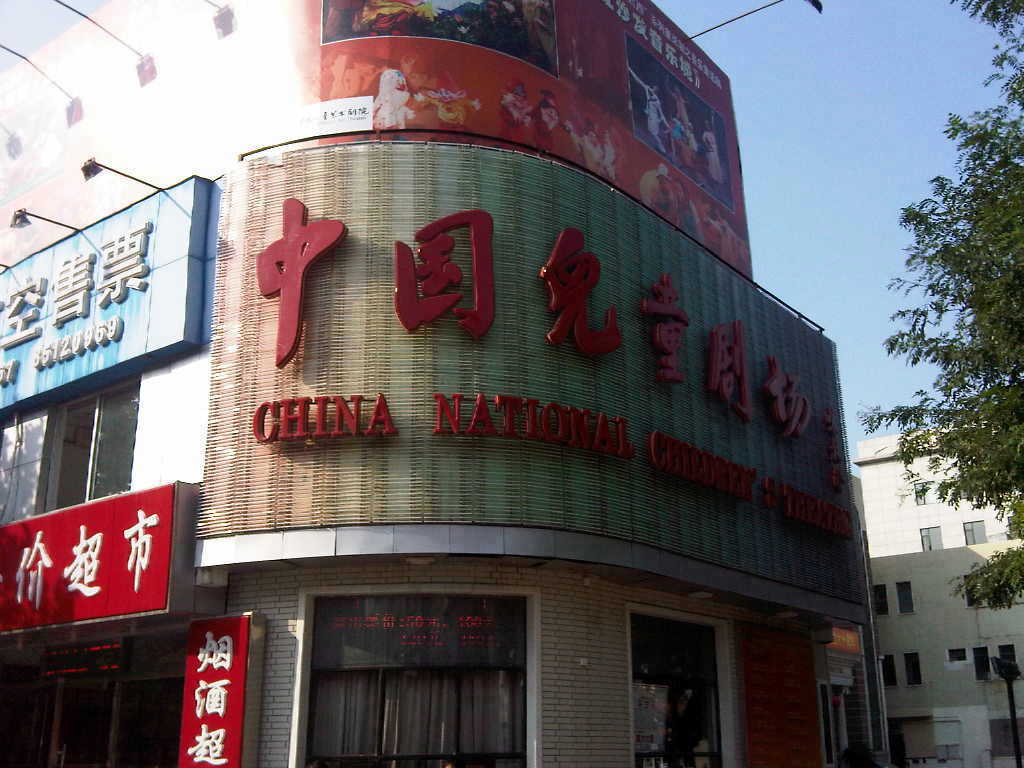
中国儿童剧场

中国儿童剧场位于北京市东城区东安门大街64号，是一座西洋古典风格的建筑，这里主要上演各种儿童舞台剧，曾经是中国唯一的专门以儿童为服务对象的剧场。中国儿童剧场在历史上曾经是著名的真光电影院、北京剧场，开业于1921年11月5日，曾是北京建筑最为豪华设施最为先进的一处文化设施。

## 历史

### 真光电影院時期
真光电影院所在地曾经是京汉铁路局食堂，后改为茶馆，因为经营不善而倒闭，1919年将地皮出租给真光电影院。影院建筑1921年竣工，建筑豪华设施先进，其内部设施直到1950年代仍在北京各大电影院中处于领先地位。真光电影院总占地面积2500平方米，建筑面积约4000平方米，门前拥有一个近500平方米的广场，分设存车处和售票处，这些都是此前北京的影院戏楼所不具备的。电影院建筑立面形如座钟，巨大的拱圈位于建筑的中央，楼顶建有空中花园，两侧则修建了高大的塔楼。影院内部一楼有宽大的前厅，和可容纳500名观众的放映厅，二楼为放映室和放映厅二层，三楼为影院办公用房以及演员的化妆室休息间，影院自备发电机房，使用的均是进口银幕和放映设备；观众服务设施良好，放映厅座椅均为厚木包真牛皮包心，场内照明采用间接散射光源，观众看不到刺眼的灯泡，放映厅的出入场门、太平门、楼梯、太平梯设置合理，消防器具齐全，甚至配备了二氧化碳灭火器和消防水龙等在当时非常先进的设备，厕所全部为西式装修，配冷热上水，便池有冲水设备和下水管线，另外在影院一层，甚至设有两间为读者服务的图书室。
真光电影院开业后扮演了开风气之先的角色。真光是最早提出电影的宣传教育功能的影院，在他们的开业广告中他们声称“鄙院虽为营业之一，而设立之初衷，实抱增进国民知识，促进改良社会为宏愿”。在观众管理方面，真光出台了首部观众守则，要求观众「注重公德，安守秩序，入座脱帽，宁静少谈，不乱拍掌、不作叫好，不妄吐痰、不碍他人、自重自爱，保全公安」。真光对员工也有严格的管理规定，真光的员工上班不许迟到早退，须着工作服、穿戴整齐洁净，不许蓄须蓄发，当班前禁止饮酒食用葱蒜等气味浓重的食品，接待外国观众须讲英语等等，这些管理规定即便在今天也是不过时的，在1920年代的北京更是非常先进与新鲜的。
真光早期放映的电影全部为进口的英美大片，由于当时的影片均为默片需要乐队现场伴奏，真光还专门聘请了来自俄罗斯的室内乐团，除了电影，真光还有舞台表演，其中既包括欧洲的歌舞魔术和杂技，也有中国传统的京剧，能够在真光上演的，一定是名家名剧，如梅兰芳就曾经与真光长期保持合作关系，后者的代表作《西施》便是在真光首演的，后来由于法律纠纷，同时也由于电影片源充足市场良好，真光逐渐停止了舞台演出，转行为专门从事电影播放的剧院。
1927年，真光的老板罗明佑以真光电影院为核心建立了华北电影公司，华北电影逐渐控制了北京、天津、石家庄、郑州、沈阳、哈尔滨、青岛、济南等大城市的高端电影院院线，并与上海、广州、香港的院线建立了良好的关系，成为当时中国北方电影发行放映行业中的巨无霸。从1929年开始，华北电影开始从放映和发行领域进军制片领域，先后兼并了一系列制片公司之后组建了联华影业制片印刷有限公司，成为中国影业第一个托拉斯，联华先后拍摄了大批优秀影片，如《渔光曲》等，有了联华强大制作实力的支持，真光的片源愈加充足，进一步巩固了其在北京电影放映业中的霸主地位。
从1942年初直到抗日战争结束，北京的影院禁映英美影片，真光主要播放日本德国产影片，由于欣赏习惯的不同和广大市民对日德影片的抵制，观众冷落，影院效益下滑。
抗战结束后，真光恢复了与美国各大电影生产企业的联系，陆续首轮上映了一大批英美经典影片，如《出水芙蓉》。直到1949年真光被政府收购。

### 北京剧场時期
1949年北京和平解放后，华北人民文艺工作团进入北京，并酝酿收购真光电影院，最终以5500匹布的价格收购了真光，并将其改造为北京剧场。改造后的北京剧场成为一处主要服务于舞台剧演出兼顾电影放映的剧场，并逐渐从以电影放映为主向舞台演出为主过渡。
1950年华北人民文艺工作团的建制取消，成立了北京人民艺术剧院，即北京人艺，从事专业话剧演出，北京剧场成为一处以话剧为演出特色的剧场，在这里先后上演了《龙须沟》、《雷雨》、《日出》、《王贵与李香香》、《胜利列车》、《莫斯科性格》等人艺名剧，除了人艺话剧，北京剧场也接待中国戏剧学院等演出单位的演出，歌剧《白毛女》、《生产大歌舞》等也层在此上演。
直到1956年，北京市政府专门为北京人艺兴建的首都剧场竣工，人艺迁往首都剧场，北京剧场又被划拨给了北京京剧团，但由于北京剧场舞台较小，不适合京剧演出，很快就被北京京剧团放弃。
1958年，为了解决中国儿童艺术剧院没有演出场地的问题，北京剧场交付中国儿艺使用，从此结束了北京剧场的历史。

### 中国儿童剧场時期

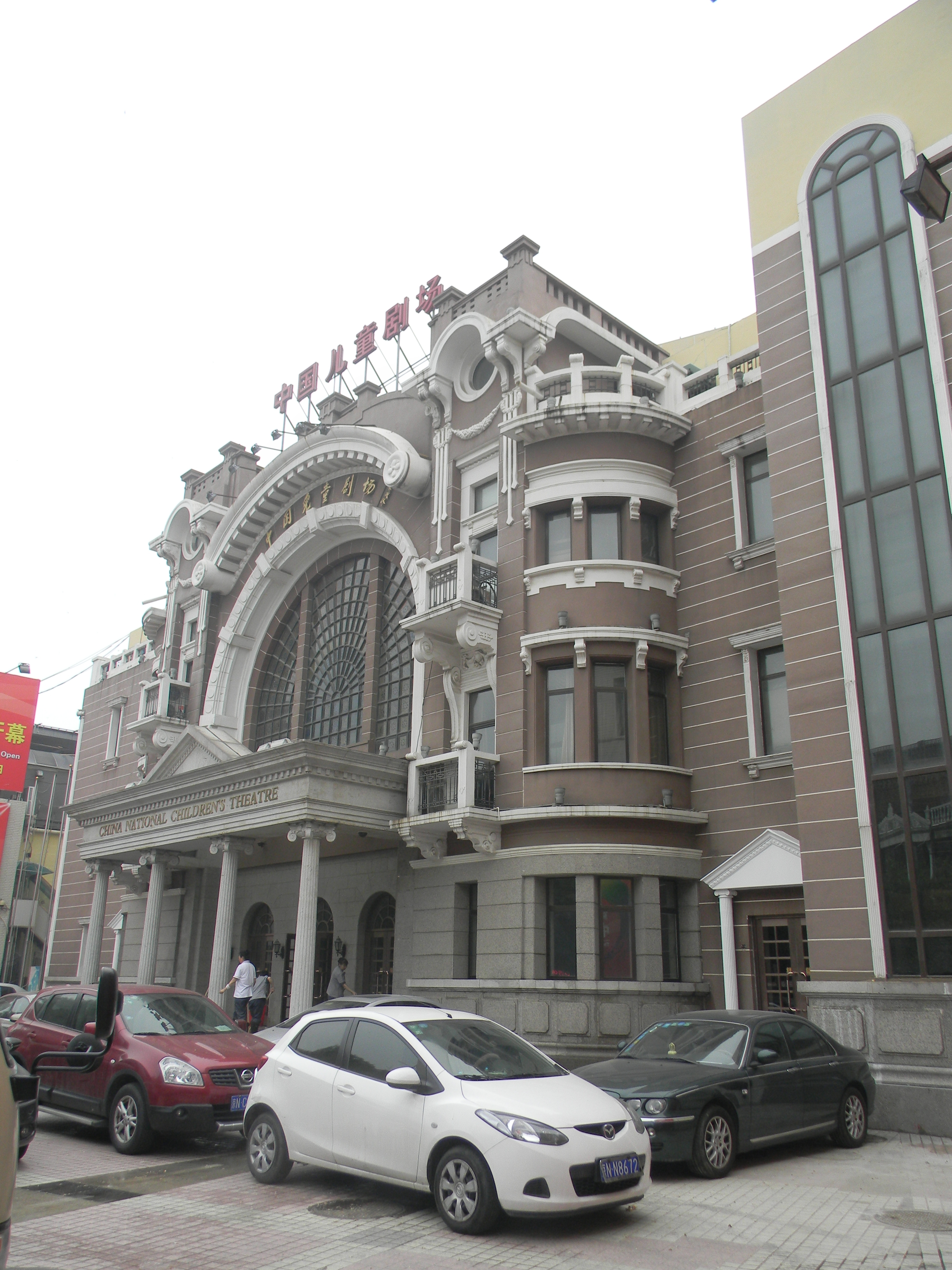
中国儿童剧场

1961年9月14日，中国儿童剧院正式挂牌，剧院的名称由宋庆龄题写，这个剧场是中国首个专门服务于少年儿童的剧场，在很长的历史时期内也是唯一的一个。
中国儿童剧院实行剧目轮换制度，《革命的一家》、《青年近卫军》、《以革命的名义》、《岳云》、《宝船》、《马兰花》等优秀剧目先后在这里上演。
中国儿童剧院创作并演出了众多古今中外的优秀儿童戏剧作品，演出足迹遍布祖国大江南北。历年来主要作品有《马兰花》、《报童》、《十二个月》、《月光摇篮曲》等，近几年主要作品有《香格里拉》、《安徒生之旅》、《小蝌蚪找妈妈》、《格林童话与魔法森林》等等，培养了一大批从事儿童戏剧的艺术骨干，并多次荣获各种艺术大奖。
1976年，唐山大地震波及北京，中国儿童剧场的建筑受到一定的损害成为危房，从此中国儿艺在这里的演出活动全部中止，直到12年后的1988年，中国儿艺才与北京市政府达成协议，在当年真光电影院的原址重新翻建一座建筑风格和样式完全一样的全新的剧场，1990年中国儿童剧场翻建工程竣工，正式开门迎接观众。
2012年，“原真光剧场”被列为北京市东城区普查登记文物。